# الدين في إنجلترا العصور الوسطى

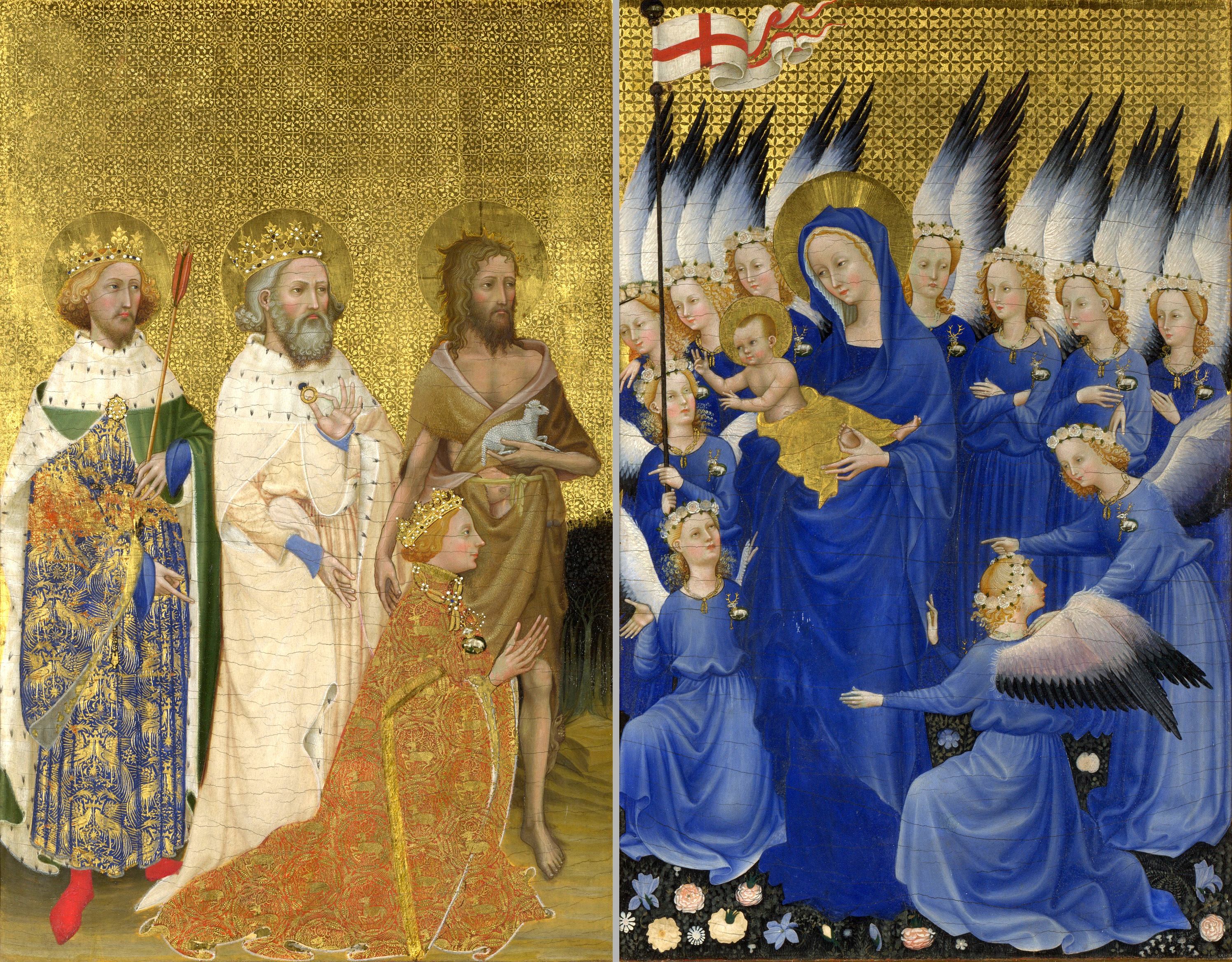

كان الدين في العصور الوسطى خلاف الدين في العالم الحديث: عميق التأثير، مركزيّ الأهمية في حياة كل أفراد الأمة. لم يكن بينهم مفهوم لدولة علمانية ليس للدين أي دور فيها وفي شؤونها. الدين في إنجلترا العصور الوسطى يشمل جميع صور مؤسسات الأديان وممارساتها ومعتقداتها في إنجلترا، من نهاية الحكم الروماني في القرن الخامس إلى صعود أسرة تيودور في أواخر القرن الخامس عشر. بانهيار الحكم الروماني انتهى الدين المسيحي الرسمي في شرق ما يُدعى الآن إنجلترا، إذ سيطر الغزاة الأنجلوسكسونيون على أجزاء كبيرة من الجزيرة. ثم بدأ الميل إلى المسيحية مجددًا في أواخر القرنين السادس والسابع. أرسل البابا غريغوري الأول فريقًا تبشيريًّا أدخل في المسيحية تدريجيًّا أغلبَ الممالك الأنجلوسكسونية، في حين كان الرهبان الإسكتلنديون الأيرلنديون نشيطين في شمال إنجلترا. اكتملت هذه العملية تقريبًا بنهاية القرن السابع، لكنها خلفت مجموعة متباينة مربِكة من الممارسات المحلية والطقوس الدينية. بالغزو الفايكنغيّ في القرنين الثامن والتاسع دخلت الوثنية مجددًا في شمال شرق إنجلترا، وحصلت من ثَم موجة أخرى من التحوّلات المُعتقَديّة.
باعتناق المسيحية، انتشرت الكنائس المحلية انتشارًا هائلًا، وكانت الأديرة أساسها. صاحب إنشاءها إنشاء الكاتدرائيات. لكن تلك المؤسسات تأثرت سلبًا في القرن التاسع بغارات الفايكنغ ونهب طبقة النبلاء. أجريت إصلاحات في عهد ملوك وِسِّكْس الذين دعموا «قاعدة بنيديكت» التي كانت مشهورة في القارة حينئذ. الفتح النورماندي في 1066 رفع إلى رأس السلطة مجموعة جديدة من رجال الكنيسة النورمانديين والفرنسيين، اتبع بعضهم جوانب النظام الديني الأنجلوسكسوني السابق، وغيرهم قدّم ممارسات نورماندية. شاع النظام الكلونيّ الفرنسي، وسرعان ما انتشر الأوغسطينيون من بداية القرن الثاني عشر، وبعدئذ في القرن نفسه قَدِم السيسترسيون إنجلترا. وقَدِمت الأخويّتان الدومينيكية وفرنسيسية إنجلترا في عشرينيات القرن الثالث عشر، إلى جانب التنظيمات العسكرية الرهبانية التي ذاعت شهرتها في أوروبا من القرن الثاني عشر.
كان للكنيسة علاقة وثيقة بالسلطة الإنجليزية طول العصور الوسطى. لعب كبار الرهبان والأساقفة دورًا مهمًّا في الحكومة. بعد الغزو النورماندي تنازع الملوك وكبار الأساقفة على حقوق التعيين والسياسة الدينية. وبأوائل القرن الثالث عشر كانت الكنيسة وطدت موقفها من الاستقلال. كان الحج شعيرة دينية شهير في إنجلترا طول العصور الوسطى. وكانت المشاركة في الحملات الصليبية نوعًا من الحج، وقد لعبت إنجلترا دورًا رئيسيًّا في الحملات الثانية والثالثة والخامسة. في ثمانينيات القرن الرابع عشر طرأت عدة تحديات للّاهوت الكنيسي التقليدي، بسبب تعاليم جون ويكليف.

## التنصير
كانت المسيحية الدين الإمبراطوري الرسمي للإمبراطورية الرومانية، والكنائس الإنجليزية الأولى أُقيمت في النصف الثاني من القرن الرابع، بإشراف سلسلة هرمية من الأساقفة والقساوسة. وكثير من الأماكن الوثنية المقدَّسة تحولت إلى الاستعمال المسيحي، وقليل منها ظل قائمًا في القرن الخامس. انتهى الدين المسيحي الرسمي في شرق إنجلترا بانهيار النظام الروماني في أواخر القرن الخامس، وقَدِمه المهاجرون الألمانيون بآلهتهم التعدُّدية، ومنها أودين وثور وتير، وهي أسماء ما زال لها صدى في أسماء أماكن إنجليزية مختلفة. على رغم تجدد الوثنية في إنجلترا، نجت المجتمعات المسيحة في المناطق الغربية التي من قبيل غلوسترشير وسومرست.
بدأ الميل إلى المسيحية مجددًا في أواخر القرنين السادس والسابع، وساعد على هذا تحوُّل فرنجة شمال فرنسا، الذين كان لهم أثر كبير في إنجلترا. أرسل البابا غريغوري الأول فريقًا تبشيريًّا لتنصير إيثيلبيرت ملك كِنت وآل بيته، بادئًا عملية تحويل كِنت كلها. صار أوغسطينوس أول كبار أساقفة كانتربيري، وبدأ إقامة كنائس جديدة في جميع أنحاء الجنوب الشرقي، مستعملًا المواضع الوثنية المقدسة التي كانت قائمة بالفعل. تنصَّر أوزوالد وأوزوي (مَلِكا نورثمبريا) في ثلاثينيات القرن السابع وأربعينياته، على يد التبشيريين الإسكتلنديين، واستمرت موجة التحوّلات أثناء منتصف القرن السابع عبر ممالك مرسيا وساكسون الجنوبية وجزيرة وايت. اكتملت هذه العملية تقريبًا بحلول نهاية القرن السابع، لكنها خلفت مجموعة متباينة مربِكة من الممارسات المحلية والطقوس الدينية. عكست هذه المسيحية الجديدةُ الثقافةَ العسكرية التي كانت حينئذ للأنجلوسكسونيين: حين بدأ الملوك يتنصرون في القرنين السادس والسابع، صار يُتخذ التنصُّر مبرِّرًا لشنّ حروب على الممالك الوثنية المتبقية، وصُبغ القديسون المسيحيون بصفات عسكرية. كان مجلس هرتفورد في 673 أول اجتماع لأساقفة من جميع أنحاء إنجلترا، وأسس فيها هرمية، وأكد مراعاة تقاليد الكنيسة اللاتينية وتفضيلها على ما كان للكنيسة الكِلتية، التي كان لها قبلئذ تأثير في الشمال والغرب.
بالغزو الفايكنغيّ في القرنين الثامن والتاسع دخلت الوثنية مجددًا في شمال شرق إنجلترا، وحصلت من ثَم موجة أخرى من التحوّلات المُعتقَديّة. كانت معتقدات السكان الإسكندنافيين الأصليين شبيهة بمعتقدات الألمانيين، وكان فيها عدة آلهة، منها أودين وثور وأول، إلى جانب الإيمان بمعركة أخيرة تُدعى راكناروك تكون فيها نهاية العالَم. نُصِّر النرويجيون في إنجلترا بسرعة كبيرة نسبيًّا، واندمجت معتقداتهم في المعتقدات المسيحية بالعقود التي لحقت احتلال يورك. اكتملت عملية التنصير تقريبًا بأوائل القرن العاشر، ومكّنت كبار الكنيسيين من التفاوض مع أمراء الحرب. عندما بدأ يتنصر النرويجيون في البر الإسكندنافي الرئيس، عيّن كثير من حكام البَر تبشيريين من إنجلترا لدعم العملية.

## المؤسسات الدينية
بتنصُّر أغلب إنجلترا بالقرنين السادس والسابع، انتشرت الكنائس انتشارًا هائلًا. وكانت الأديرة الأساس الكنيسي، وغالبًا ما مولّها الحكام المحليون. وكان لها صور عديدة، فكان منها مجتمعات مختلطة ترأسها راهبات، ومجتمعات رهبان يرأسها أساقفة، وأُخرَيات تمحورت حول قساوسة متزوجين وعائلاتهم. وأُقيمت كاتدرائيات أيضًا، تعمل إما بقوانين علمانية وفق التقاليد الأوروبية، أو تحت إشراف رهبان. لكن تلك المؤسسات تأثرت سلبًا في القرن التاسع بغارات الفايكنج ونهب طبقة النبلاء. بأوائل القرن العاشر كانت أراضي الكنيسة ومواردها المالية وجودة أعمال أديرتها قد تقلصت جدًّا. لحق هذا إصلاحات في عهد ملوك وِسِّكْس الذين دعموا «قاعدة بنيديكت» التي كانت مشهورة في القارة حينئذ. أُصلحت شبكة من نحو 40 مؤسسة رهبانية في جنوب إنجلترا وشرقها، وساعدت بحماية الملك على إعادة السيطرة الملكية على دانيلو.
رفع الفتح النورماندي في 1066 إلى رأس السلطة مجموعة جديدة من رجال الكنيسة النورمانديين والفرنسيين، اتبع بعضهم جوانب النظام الديني الأنجلوسكسوني السابق، وغيرهم أورد ممارسات نورماندية. مُنحت الأديرة في نورماندي أراض إنجليزية فسيحة، أتاحت لها إنشاء أديرة تابعة لها وتكوين خلايا رهبانية في جميع أنحاء المملكة. تبنى النورمانديون النموذج الأنجلوسكسونيّ الخاص بالمجتمعات الكاتدرائية الرهبانية، وفي غضون 70 سنة صار أغلب الكاتدرائيات تحت سيطرة رهبان؛ لكن الحكام الجدد أعادوا –إلى حد ما– تأسيس كل كاتدرائية إنجليزية.